# Ben McKee
Benjamin (Ben) Arthur McKee (Forestville, 7 april 1985) is een Amerikaans muzikant, songwriter en producer. Hij is de bassist van de poprockband Imagine Dragons.

## Biografie
McKee werd geboren in Forestville, Californië, en studeerde af aan de El Molino High School. Hij groeide op met gitaar en viool, voordat hij akoestische bas speelde in de vijfde klas. Op de middelbare school speelde hij bas als lid van een jazz trio, die zijn beslissing beïnvloeden om het Berklee College of Music bij te wonen. Op het Berklee, McKee speelde hij een gitaar ensemble met de toekomstige leden van Imagine Dragons, Wayne Sermon en Daniel Platzman.
In 2009 werd McKee uitgenodigd door Wayne om zich bij imagine dragons aan te sluiten. McKee stopte met zijn laatste semester in Berklee om bij de band aan te sluiten, waarbij Daniel Platzman werd uitgenodigd om drums te spelen, waarmee hij de line-up afrondde. De band verhuisde naar Las Vegas. Daar gingen ze optreden en het perfectioneren van hun ambacht bijna elke avond. De band begon verschillende lokale prijzen te winnen, dit stuurde de band op een positief traject. In november 2011 tekenden ze bij Interscope Records en begonnen ze samen te werken met producer Alex da Kid. In 2012 brachten ze hun debuutalbum Night Visions uit.
Mckee's basgitaren verzameling bevat onder meer een Fender American, Stambaugh Mahogany Fossil, Sadowsky Vintage 4, Mike Lull T-4 en Guild B4CE Acoustic.